# Porto de Veracruz
Porto de Veracruz é o maior porto marítimo do México, localizado em Veracruz, cidade que tem o mesmo nome do estado Veracruz.
O porto de Veracruz está nas margens do Golfo do México no centro-sul do México um pouco mais de 400 km a leste-sudeste da Cidade do México, e 90 km de distância da capital do estado Xalapa.

## Porto de Veracruz
O Porto de Veracruz é o principal porto na costa leste do México, é um centro de comunicações do estado de Veracruz. Localizado cerca de 240 quilômetros a sudeste do Porto de Tuxpan, e quase 400 quilômetros a sudeste do Porto de Tampico, a porta é a espinha dorsal da econômia da cidade. É também um importante porto de pesca onde os esportes de pesca e esportes aquáticos são populares. Construído em uma praia, baixa, é cerca de 15 metros acima do nível do mar. Em 2005, mais de 702 mil pessoas viviam na área urbana próximas do Porto de Veracruz.

### História do Porto
Antes da chegada dos europeus no futuro Porto de Veracruz, totonacas e olmecas viviam na ilha vizinha chamada Chalchihuitlapazco. Foi descoberto por Juan de Grijalva durante a sua exploração do Golfo do México em 1518.
O Porto de Veracruz foi estabelecido por Hernán Cortés, no início do Século XVII e designada como cidade em 1615. Cortés usou o Porto de Veracruz como sua base para a conquista do interior de Tenochtitlán, enquanto seus oficiais pacificavam o território do atual Estado de Veracruz.
O Porto de Veracruz prosperou de ser o principal elo entre Espanha e o México colonial. Através do Porto de Veracruz, produtos como arroz, algodão, têxteis, vinho, animais domésticos e trigo foram enviados para a Europa.
Por causa de seu acesso à Cidade do México e o estado de Puebla, o Porto de Veracruz foi vítima de muitos ataques de piratas da Grã-Bretanha. Em resposta, os espanhóis construíram um forte chamado Castillo de San Juan de Ulúa que é uma atração turística de hoje.

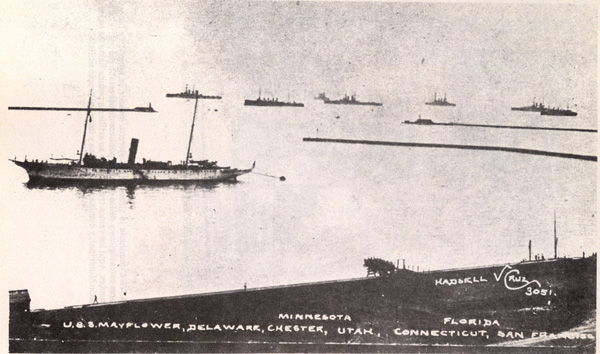
Ocupação do Porto de Veracruz, em 1914 por tropas americanas.

Durante a Guerra Mexicano-Americana, tropas americanas capturaram Veracruz, e os franceses a usaram como uma entrada para o México durante o reinado do imperador Maximiliano de Habsburgo durante a década de 1860. Ambas as constituições do México (1857 e 1917) foram proclamados no Porto de Veracruz.
O Porto de Veracruz é o grande porto do México, na costa leste. O clima quente não impede os turistas, especialmente para as férias de fim de semana longe da Cidade do México, que apreciam a cultura nativa, a culinária regional, e a arquitetura colonial. O Porto de Veracruz é também um importante porto de pesca, e oferece desportos aquáticos, praias e pesca esportiva.
Poe conta de sua localização o Porto de Veracruz serve toda a região central e sul do México os estados de Oaxaca, Jalisco, Michoacán, Chiapas, Tabasco, Guanajuato, Hidalgo, Puebla,  Tlaxcala, Distrito Federal, e Estado do México através de ferrovias e rodovias,. Também do se interliga mas facilmente com  portos da América do Norte, América Central e América do Sul e Europa e África, do que com os demais portos mexicanos.

## Cómercio do Porto
A Administración Portuária Integral de Veracruz , SA de CV, é a autoridade portuária do Porto de Veracruz. A visão da autoridade portuária é tornar-se a organização de porta principal na criação de oportunidades de negócios, e sua missão é promover e manter o negócio rentável por transferência eficiente de carga e melhor utilização da infra-estrutura portuária.
Em 1 de junho de 1991, o Governo Federal assumiu o controle e administração do Porto de Veracruz, e trouxe empresas privadas para melhorar as operações de movimentação de carga. Em 1993, o Congresso do México aprovou as "Portas Gerais", lei para regular todos os aspectos de portos do país e criar as Administrações Portuárias Integradas. A Administración Portuária Integral de Veracruz (APIVER) foi criada em 1994.
O APIVER é uma sociedade anônima de capital variável com uma concessão de 50 anos, prorrogável mais 50 anos, para gerenciar e operar o Porto de Veracruz instalações e edifícios. Através de terceiros, APIVER gerencia terminais, opera e instalações portuárias.
O Porto de Veracruz possui o estado-da-arte, de infra-estrutura, e tecnologia e a capacidade de carga e descarga de carga, de uma maneira eficiente e oportuna. O Porto de Veracruz tem excelentes ligações com importantes centros do México, tanto por estradas e ferrovias.
Em 2010, o Porto de Veracruz serviu 1.671 navios que transportam um total de 18,4 milhões de toneladas de carga, incluindo 17,2 milhões de toneladas de carga externa e 1,2 milhões de toneladas de cabotagem. O Porto de Veracruz tratou um total de 6,9 milhões de toneladas de carga contentorizada em mais de 865 mil TEUs. Todas cabotagem de carga foram recebida da PEMEX, gigante de petróleo do México. Cargas estrangeiras através do Porto de Veracruz incluídos 12,7 milhões de toneladas de importações, e de 4,5 milhões de toneladas de exportações. Cargas estrangeiras consistia de 9,4 milhões de toneladas de carga geral, 4,6 milhões de toneladas de granéis agrícolas, 2,3 milhões de toneladas de granel mineral e 886.9 mil toneladas de líquidos.
Importações estrangeiras manipuladas pelo porto de Veracruz, em 2008, incluídos carga geral 3,1 milhões de toneladas, milho 2 milhões de toneladas, coque de petróleo 1 milhão de toneladas, trigo 898.6 mil toneladas, soja 719.6 mil toneladas, contêineres cheios 684.8 mil toneladas, aço 574.4 mil toneladas e fertilizantes 566.8 mil toneladas. Outras importações estrangeiras em volumes superiores a 100 mil toneladas foram de sucata, óleos vegetais, sorgo, arroz, canola, veículos, ferro-gusa, sebo, e benzeno. O Porto de Veracruz também importou mais de 240 mil veículos em 2010.
O Porto de Veracruz exportou mais de três milhões de toneladas de carga contentorizada em 2008.  Outras exportações importantes em volumes mais de 100 mil toneladas foram automóveis 655 mil toneladas, tubos 352,7 mil toneladas, aço 241,8 mil toneladas, açúcar 123,3 mil toneladas, líquidos 109,4 mil tonelada) e melaço 105,8 mil toneladas. O Porto de Veracruz exportou mais de 414 mil veículos em 2008. Exportações em volumes inferiores a 100 mil toneladas incluído hidrato de cálcio de clínquer, e óxido de cálcio, farinha de trigo, maquinaria, etanol, e tanques de aço.

### Áreas de navegação
| Navegação          | Navegação   | Navegação | Navegação    | Navegação |
| Área               | Comprimento | Largura   | Profundidade |           |
| ------------------ | ----------- | --------- | ------------ | --------- |
| Canal de Acesso    | 800 m       | 150 m     | 13 m         |           |
| Canal de Navegação | 2.000 m     | 200 m     | 12 m         |           |
| Doca               | -           | 400 m     | 12 m         |           |

### Cais
| Cais, Carga e Pátio | Cais, Carga e Pátio                       | Cais, Carga e Pátio | Cais, Carga e Pátio | Cais, Carga e Pátio | Cais, Carga e Pátio |
| Cais Nº             | Carga                                     | Comprimento         | Nº posição atraque  | Operadores          | Pátio (mª)          |
| ------------------- | ----------------------------------------- | ------------------- | ------------------- | ------------------- | ------------------- |
| Cais 1              | Carga geral, automóveis                   | 200 m               | 2                   | CICE, CTV OPG       | 4.241m²             |
| Cais 2              | Carga geral, containers                   | 182,5 m             | 2                   | CICE, CTV OPG       | 12.136 m²           |
| Cais 4              | Carga geral produtos agrícolas e a granel | 380,5 m             | 5                   | CICE, CTV OPG       | 34.750 m²           |
| Cais 6              | Carga geral, tubos de aço sem costura     | 302 m               | 5                   | CICE, CTV OPG       | 36.542 m²           |
| Cais 7              | Carga geral, containers e uso varaiado    | 250 m               | 2                   | CICE, CTV OPG       | 5.500 m²            |

### Terminal
| Terminal   | Terminal                                    | Terminal    | Terminal           | Terminal                                 |
| Terminal   | Uso                                         | Comprimento | Nº posição atraque | Operadores                               |
| ---------- | ------------------------------------------- | ----------- | ------------------ | ---------------------------------------- |
| Containers | Variado                                     | 507 m       | 1                  | ICAVE                                    |
| Multiusos  | Produtos agrícolas e fluidos                | 203 m       | 1                  | TCE                                      |
| Grãos      | Graneis agrícolas                           | 168 m       | 1                  | ALSUR                                    |
| Alumínio   | Granel mineral                              | 180 m       | 1                  | ALUDER                                   |
| Cimento    | Granel cimentos                             | 270 m       | 1                  | APASCO                                   |
| Fluidos    | Óleos vegetais, melados e produtos químicos | 450 m       | 1                  | Latex, Astro, Van Ommeren TMM Terminals, |